# Качика (комуна)
Качика, Качиця  (рум. Cacica) — комуна у повіті Сучава в Румунії. До складу комуни входять такі села (дані про населення за 2002 рік):
- Качиця (1403 особи)
- Майдан (139 осіб)
- Пиртештій-де-Сус (1952 особи) — адміністративний центр комуни
- Рунку (206 осіб)
- Солонецу-Ноу (725 осіб)

Комуна розташована на відстані 357 км на північ від Бухареста, 25 км на захід від Сучави, 137 км на північний захід від Ясс.

## Населення
Населення комуни поступово румунізується: ще в 1930 році найбільше було поляків — 38,5%, українці становили 18,3%. За даними перепису населення 2002 року у комуні проживали 4425 осіб.
Національний склад населення комуни:
| Національність            | Кількість осіб | Відсоток |
| ------------------------- | -------------- | -------- |
| румуни                    | 3122           | 70,6%    |
| поляки                    | 959            | 21,7%    |
| українці                  | 284            | 6,4%     |
| німці                     | 56             | 1,3%     |
| турки                     | 1              | < 0,1%   |
| греки                     | 1              | < 0,1%   |
| чехи                      | 1              | < 0,1%   |
| не вказали національність | 1              | < 0,1%   |

Рідною мовою назвали:
| Мова       | Кількість осіб | Відсоток |
| ---------- | -------------- | -------- |
| румунська  | 3274           | 74,0%    |
| польська   | 907            | 20,5%    |
| українська | 220            | 5,0%     |
| німецька   | 24             | 0,5%     |

Склад населення комуни за віросповіданням:
| Релігія                             | Кількість осіб | Відсоток |
| ----------------------------------- | -------------- | -------- |
| православні                         | 2652           | 59,9%    |
| римо-католики                       | 1171           | 26,5%    |
| греко-католики                      | 322            | 7,3%     |
| п'ятдесятники                       | 271            | 6,1%     |
| мусульмани                          | 3              | 0,1%     |
| адвентисти                          | 2              | < 0,1%   |
| унітарії                            | 1              | < 0,1%   |
| лютерани (Аугсбурзького сповідання) | 1              | < 0,1%   |
| атеїсти                             | 1              | < 0,1%   |
| не вказали релігію                  | 1              | < 0,1%   |